# Domażyr (Ukraina)
Domażyr (ukr. Домажир) – wieś w rejonie jaworowskim obwodu lwowskiego.
Założona w 1868. W II Rzeczypospolitej miejscowość była siedzibą gminy wiejskiej Domażyr w powiecie gródeckim województwa lwowskiego. W roku 1921 wieś liczyła 511 osób zamieszkałych w 81 budynkach mieszkalnych. W 2001 posiadała 711 mieszkańców. 
W latach 1944–1945 nacjonaliści ukraińscy z OUN-UPA zamordowali tutaj 10 Polaków.